# أكوافيفا
أكوافيفا (بالإنجليزية: Acquaviva)‏  هي بلدية في سان مارينو، بلغ عدد سكانها 2٬137  نسمة، في 2014، تبلغ مساحتها 4٫86 كيلومتر مربع، رمزها البريدي هو RSM-47892.

## الموقع
تشترك في الحدود مع:
- بورغو ماجيوري
- سان ليو
- سان مارينو المدينة
- فيروكيو.